# Jan VII Paleolog
Jan VII Paleolog (gr. Ιωάννης Ζ' Παλαιολόγος, Iōannēs VII Palaiologos) (ur. 1370, zm. 22 września 1408 w Salonikach) – cesarz bizantyjski przez okres kilku miesięcy w 1390 pod koniec rządów Jana V Paleologa oraz współcesarz z Manuelem II w latach 1399–1402. Syn Andronika IV Paleologa.

## Życiorys
Brał udział w buncie swego ojca przeciwko dziadkowi – Janowi V. Pod koniec życia dziada, 14 kwietnia 1390 roku udało mu się zająć tron, z którego został zrzucony przez swojego stryja – Manuela II. Uciekł następnie do sułtana Bajazyda I. Powrócił do Bizancjum i mimo początkowego konfliktu, Manuel II powierzył mu ster rządów na czas swojej podróży po Europie w latach 1399–1403. Współcesarzem został wówczas także jego syn – Andronik V Paleolog.
Ożenił się z Ireną Gattilusio. Miał z nią syna Andronika V Paleologa.